# 院倉駅
院倉駅（ウォンチャンえき、朝: 원창역）は、朝鮮民主主義人民共和国の平安南道殷山郡にある、朝鮮民主主義人民共和国鉄道省が管轄する鉄道駅である。

## 隣の駅
鉄道省
平徳線
錦坪駅 - 院倉駅 - 九井駅
霊台線
院倉駅 - 霊台駅